# جف کونز
جفری "جِف" کونز (به انگلیسی: Jeffrey "Jeff" Koons) (زاده ۲۱ ژانویه ۱۹۵۵) نقاش و مجسمه‌ساز معاصر آمریکایی و از پیش‌گامان هنرهای تجسمی آمریکا محسوب می‌شود. دوستدارانش آثار او را از موفق‌ترین نمونه‌های «هنر اروتیک و پست مدرن» و منتقدین‌اش آثار او را «مبتذل و بازارپسند» می‌پندارند. بدون شک، سبک هنری جف کونز در میان اهالی هنر سخت «جدل‌انگیز» است. جف کونز از اشیاء پیش‌پاافتاده مثل بادکنک‌هایی که به شکل حیوانات درآمده‌اند، برای خلق هنری الهام می‌گیرد. به عقیده منتقدان، آثار او مفهوم زیبایی در هنر را به چالش می‌کشند.

## زندگی
کونز در یورک، پنسیلوانیا در سال ۱۹۵۵ متولد شد. در نه سالگی، پدرش که فروشنده مبلمان بود، نقاشی‌های استادان قدیمی را که کونز از آن‌ها کپی می‌کرد را برای جذب مشتری در ویترین مغازه‌اش قرار می‌داد. در نوجوانی، او به قدری به سالوادور دالی، هنرمند شهیر اسپانیایی علاقه‌مند بود که به دیدار او در هتل سنت‌رجیس در نیویورک رفت.
کونز نقاشی را در کالج مؤسسه هنر مریلند در بالتیمور و مدرسه مؤسسه هنر شیکاگو آموخت. در دوران تحصیل در مؤسسه هنر، کونز با هنرمند اد پاشکه آشنا شد که تأثیر زیادی بر او داشت و کونز در اواخر دهه ۱۹۷۰ به عنوان دستیار در استودیوی او کار کرد.
پس از اتمام تحصیلات دانشگاهی، کونز در سال ۱۹۷۷ به نیویورک نقل مکان کرد و در حالی که در تلاش برای ثبت جایگاهش به عنوان هنرمند بود، در بخش اداری موزه هنر مدرن مشغول به کار شد. در این دوران، او موهایش را قرمز رنگ می‌کرد و اغلب سبیلی نازک، مشابه سالوادور دالی، داشت. در سال ۱۹۸۰ در وال استریت و در موسسات مالی دیگر مشغول به کار شد.
کونز در طی رابطه‌ای که در دوران تحصیل داشت، صاحب دختری به نام شانون راجرز شد. او و مادر این دختر، سرپرستی این فرزند را به زوج دیگری واگذار کردند. کونز و دخترش، راجرز، در سال ۱۹۹۵ یکدیگر را پیدا کردند و از آن تاریخ با هم در تماس و ارتباط هستند. کونز در مصاحبه‌ای گفته است که "این دوری از دخترش و سپردنش به زوج دیگری باعث شد که بیشتر تمایل داشته باشم دیده شوم تا دخترم بتواند من را پیدا کند. همیشه امیدوار بودم که بتوانیم دوباره ارتباط برقرار کنیم."
در سال ۱۹۹۱، کونز با ایلونا استالر، ستاره مجارستانی‌الاصل فیلم‌های پورنوگرافی که در آن زمان عضو پارلمان ایتالیا بود ازدواج کرد. کونز با استالر در مجموعه آثار "ساخته شده در بهشت" همکاری کرد و امیدوار بود که فیلم نیز با همراهی او بسازد. در سال ۱۹۹۲، آن‌ها صاحب پسری شدند که نام او را لودویگ گذاشتند. ازدواج آن‌ها دیری نپایید و اتهاماتی به کونز وارد شد مبتنی بر اینکه کونز استالر را تحت آزار جسمی و عاطفی قرار داده است.
بعدها، کونز با جاستین ویلر، هنرمندی که از سال ۱۹۹۵ در استودیوی کونز کار می‌کرد، ازدواج کرد و از این ازدواج صاحب چهار فرزند شدند.

## آثار
جِف کونز یکی از گران‌قیمت‌ترین هنرمندان زنده است. آثار او از لحاظ ارزش دارای چندین رکورد قیمت است و برخی آثار کونز در حراجی‌ها به قیمت بیش از ۹۰ میلیون دلار هم به فروش رسیده‌است.
«لوپی» یکی از آثار خلق‌شده توسط جِف کونز در سال ۱۹۹۹ به مبلغ ۳ میلیون و ۴۰۰ هزار پوند در یک حراج هنری فروخته شد، که در آن زمان یک رکورد قیمت برای اثری از او بود.
اثری از جِف کونز با عنوان «قلب‌های به دار آویخته شده»، در نوامبر سال ۲۰۰۷ در یک حراجی هنری به مبلغ ۲۳ و نیم میلیون دلار به فروش رفت که تا آن تاریخ، رکورد بالاترین قیمت برای اثری هنری از یک هنرمند در قید حیات بود.
حراجی ساتبی در سال ۲۰۰۸ اعلام کرد که آثار فروخته‌شده متعلق به جِف کونز در حراجی‌های هنری آن سال، مجموعاً به ارزش ۱۷۸ میلیون و پانصد هزار دلار معامله شده‌اند.
در سال ۲۰۰۹ و با اوج‌گیری بحران مالی در جهان، قیمت آثار جِف کونز و دامین هرست در مراکز خرید و فروش آثار هنری، دچار افت ۵۰ درصدی قیمت شدند.
در سال ۲۰۱۹ یک مجسمه خرگوش که در سال ۱۹۸۶ توسط کونز ساخته شده، در حراج کریستی نیویورک به قیمت ۹۱ میلیون و هفتاد هزار دلار فروخته شد و رکورد فروش یک اثر هنری که خالق آن هنوز زنده است را شکست.

### مجسمه سگ بادکنکی
در فوریه ۲۰۲۳، یکی از مجسمه‌های شیشه‌ای کونز در نمایشگاه هنر معاصر وینوود در میامی آمریکا توسط یک بازدیدکننده به شکلی تصادفی شکسته شد و کاملاً از بین رفت. یک کلکسیونر زن که از نمایشگاه بازدید می‌کرد، با دستانش به مجسمه ضربه‌ای کوچک زد تا ببیند آیا بادکنک واقعی است یا نه. این اتفاق در مراسم سالانه شب هنر وینوود روی داد و برخی حاضران در ابتدا تصور کردند که این اتفاق بخشی از یک اجرای هنری یا یک صحنه‌سازی است. ارزش این مجسمه حدود ۴۲ هزار دلار تخمین زده شده بود و تحت پوشش بیمه قرار داشت. این مجسمه کوچک از یک مجموعه محدود با عنوان «سگ بادکنکی» بود که حالا تعداد آن از ۷۹۹ به ۷۹۸ کاهش پیدا کرده‌است.
مجسمه‌های سگ‌های بادکنکی او از معروف‌ترین آثار هنر مدرن هستند که برای کونز شهرت بین‌المللی به ارمغان آورده و تاکنون ده‌ها میلیون دلار فروش داشته‌اند. این مجسمه‌ها در اندازه‌های مختلفی از ۳ متر گرفته تا ۴۰ سانتیمتر هستند که همگی به رنگ‌های براق ساخته شده‌اند.

## برخی از آثار برجسته

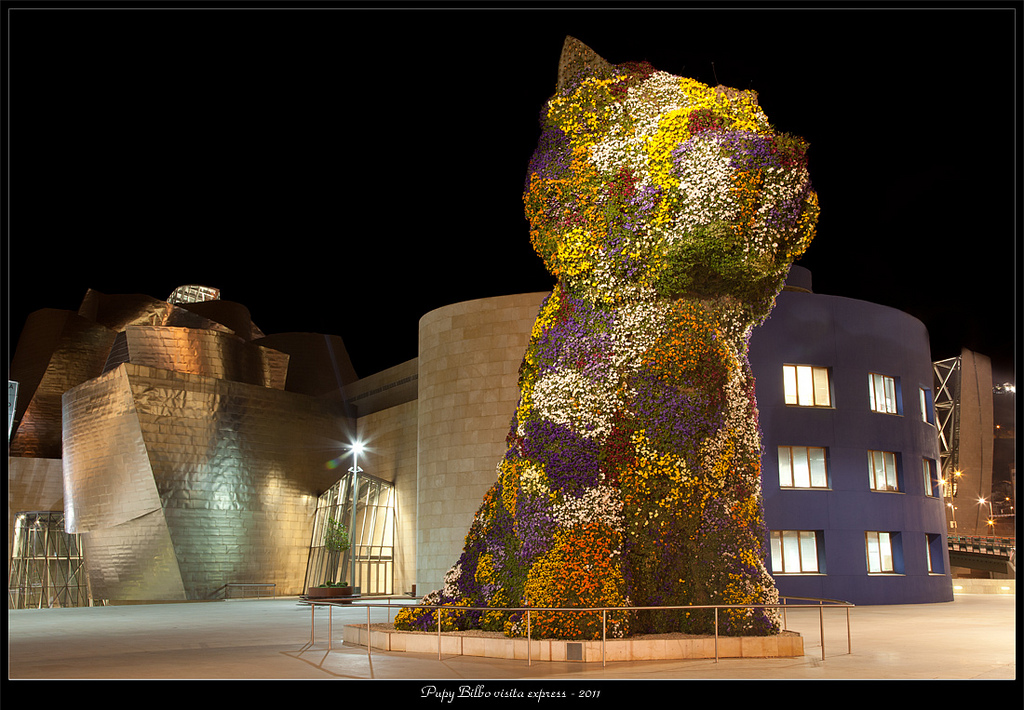
توله سگ در محوطه موزه گوگنهایم بیلبائو.
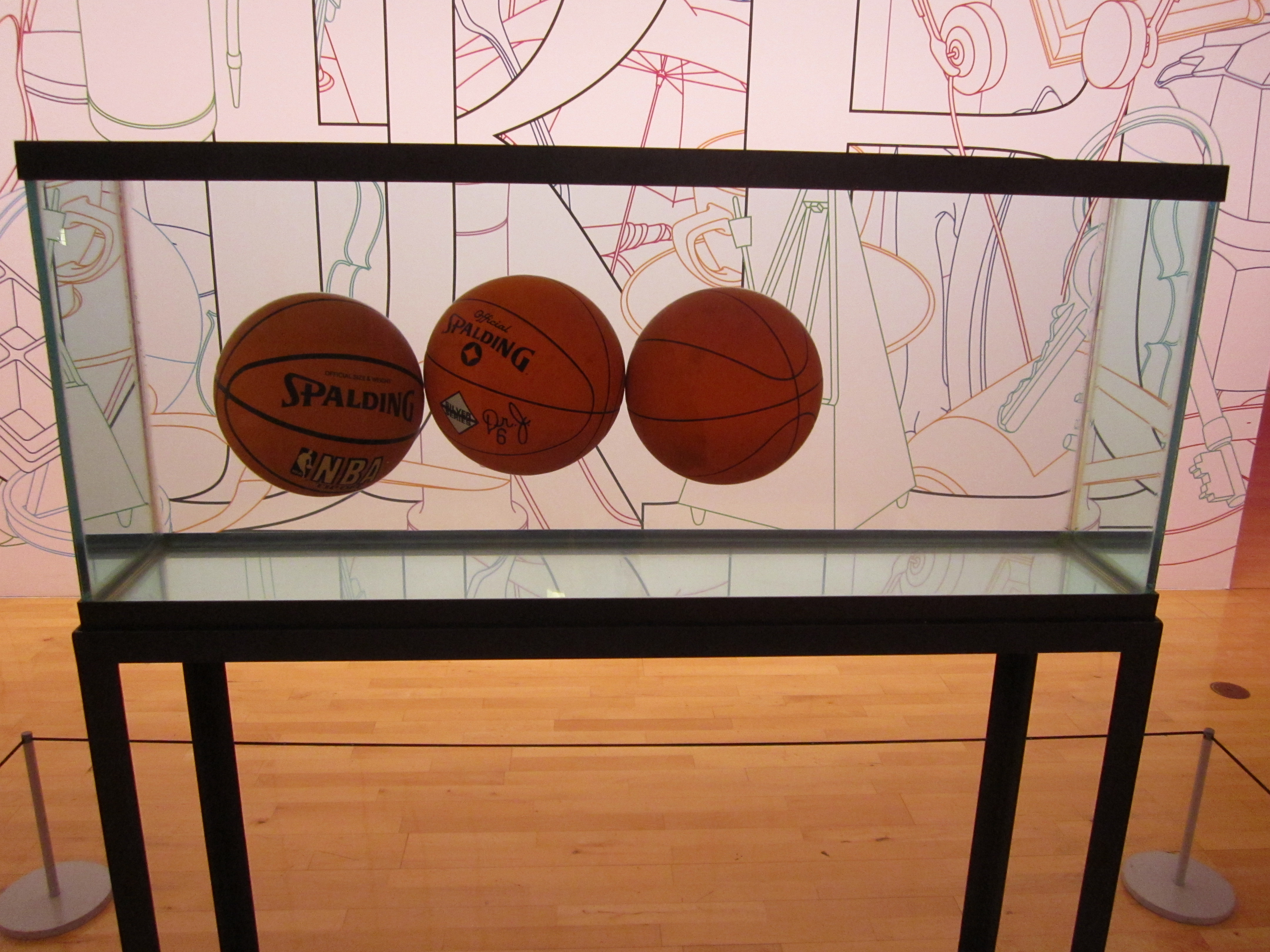
سه توپ بسکتبال در تُنگ هوا در موزه تیت.
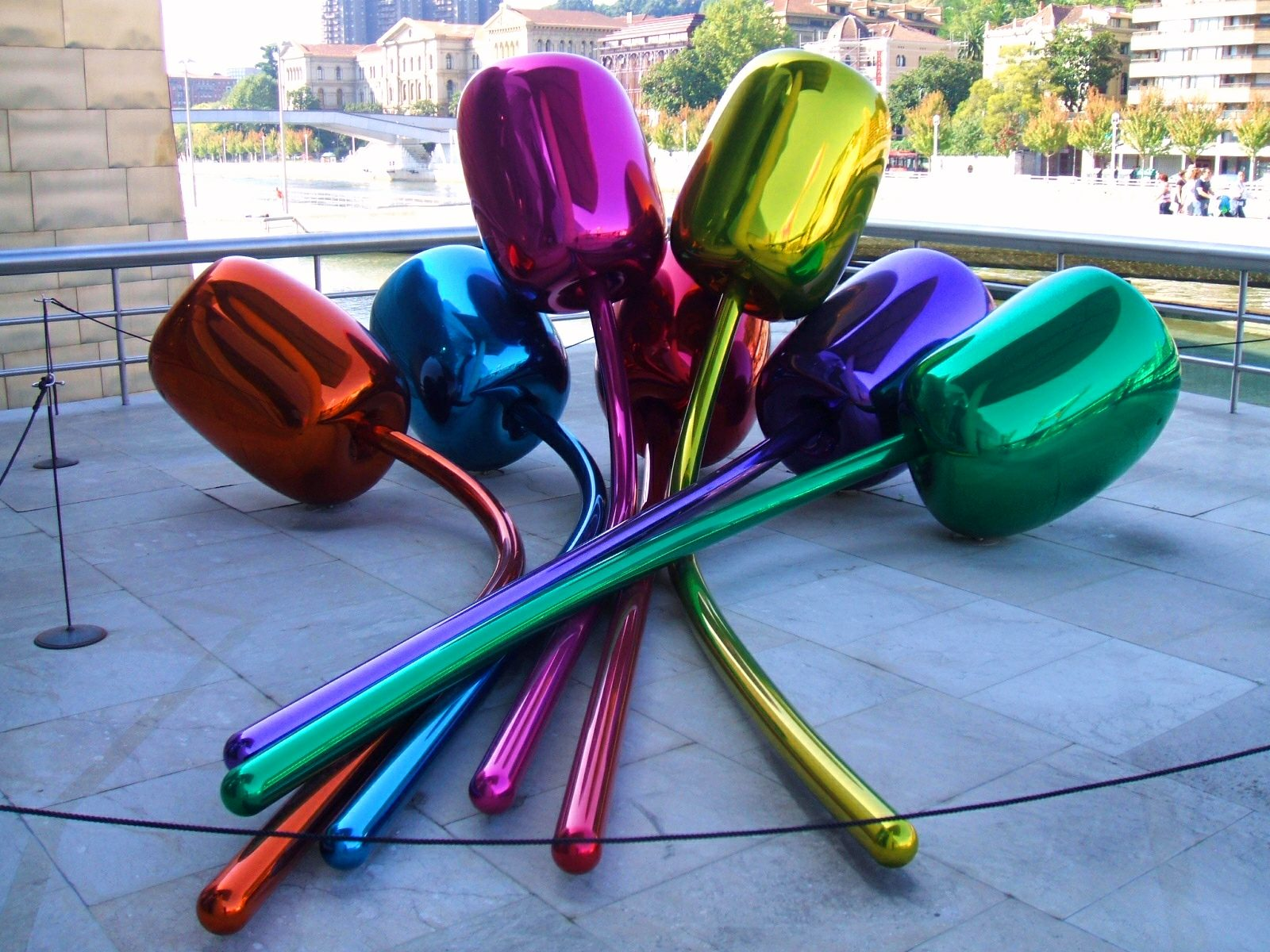
گل‌های لاله در موزه گوگنهایم بیلبائو.

## پیوندها
- سالواتوره گارائو